# Reazione multicomponente
Le reazioni multi componente, comunemente abbreviate con la sigla MCR dall'inglese Multi-component reactions, sono reazioni chimiche prevalentemente di tipo organico, sviluppate e studiate nell'ultimo quarto del XX secolo. Una MCR è una reazione organica che parte da almeno tre reagenti differenti che reagiscono fra loro per formare un prodotto di reazione che contiene parti essenziali di tutti i componenti iniziali in un unico stadio sintetico. Unendo tre o più frammenti in un unico passaggio, rispetto alle sintesi tradizionali, un importante vantaggio è rappresentato dal minor numero di operazioni richieste per la purificazione, il che porta spesso ad una resa superiore rispetto ad una sintesi sequenziale in più passaggi. 
Esse rappresentano un'importante opportunità per la chimica combinatoriale per la possibilità di sintetizzare nuove molecole, introducendo almeno tre input di diversità (per lo meno quando tutti i componenti sono modificabili a piacimento).
I reagenti delle MCR vengono detti building blocks prendendo in prestito la definizione di nome inglese.

## Elenco delle MCR maggiormente conosciute
- Sintesi di Strecker (1838)
- Sintesi della piridina di Hantzsch (1882)
- Reazione di Biginelli (1893)
- Reazione di Mannich (1912)
- Reazione di Passerini (1921)
- Reazione di Asinger (1956)
- Reazione di Ugi (1961)
- Reazione di Gewald (1966)
- Reazione di Bucherer-Bergs
- Reazione di Kabachnik-Fields
- Sintesi della tioamide di Kindler